# Canzoni rubate
Canzoni rubate è il quinto album in studio del chitarrista e cantautore italiano Federico Poggipollini, pubblicato il 26 marzo 2021.

## Descrizione
Il disco è composto da 17 brani, di cui nove cover, un inedito e sette brani strumentali. La gran parte dei brani scelti è risalente soprattutto al decennio tra fine anni settanta e fine anni ottanta e con un occhio di riguardo verso la scena progressive; selezionata dopo un lungo studio puntato sulla ricercatezza degli arrangiamenti e sulla vicinanza dei testi con i giorni nostri.
Nei brani Varietà, Trappole e Monna Lisa, Poggipollini canta in duetto rispettivamente con Gianni Morandi, Eugenio Finardi e Cimini.
L’album, in 5 brani, vede a fianco di Poggipollini la produzione artistica di Micheal Urbano, in cui ha anche suonato la batteria dal suo studio a San Francisco.
Tutti i brani sono stati registrati, mixati e masterizzati al Pristudio di Bologna

## Promozione
L'album è stato anticipato dai singoli Il Chiodo, Monna Lisa, Trappole, Città in fiamme e Varietà.
Il video di Varietà, pubblicato il 29 gennaio su YouTube, vede la partecipazione di Gianni Morandi.

## Tracce
1. Elissa – 0:22 (Federico Poggipollini)
2. Varietà (feat. Gianni Morandi) – 3:33 (Mogol, Mario Lavezzi)
3. Delay – 3:37 (Federico Poggipollini)
4. Ms. Ette – 0:24 (Federico Poggipollini)
5. Trappole (feat. Eugenio Finardi) – 3:41 (Eugenio Finardi, Valerio Negrini)
6. Lockdown – 0:14 (Federico Poggipollini)
7. Monna Lisa (feat. Cimini) – 3:54 (Ivan Graziani)
8. È l'aurora – 4:55 (Oscar Prudente, Ivano Fossati)
9. Il chiodo – 3:10 (Fabio Testoni, Roberto Antoni)
10. Bobcat – 0:31 (Federico Poggipollini)
11. Città in fiamme – 3:30 (Cesare Ferioli, Fabrizio Frassinetti, Federico Poggipollini, Marzio Manni)
12. Rise – 0:09 (Federico Poggipollini)
13. Vincent Price – 3:15 (Fausto Rossi, Oscar Avogadro)
14. Hondo – 0:26 (Federico Poggipollini)
15. Malamore – 2:44 (Pasquale Panella, Enzo Carella)
16. Neifile (Bonus Track CD Edition) (Federico Poggipollini)
17. Impossible Dream – 2:37 (Joseph J. Darion, Mitch Leigh)